# Gurkha (Schiff, 1938)
HMS Gurkha (Schiffskennung: F20, L20) war ein Zerstörer der (zweiten) Tribal-Klasse der britischen Royal Navy. Die Gurkha ging am 9. April 1940 durch Bombentreffer vor Norwegen verloren. Sie war der erste Kriegsverlust der Klasse im Zweiten Weltkrieg.

## Geschichte des Schiffes
Am 10. März 1936 erhielt auch die Werft Fairfield Shipbuilding and Engineering in Govan bei Glasgow einen Auftrag zum Bau eines Zerstörers der neuen Tribal-Klasse, dessen Kiellegung am 6. Juli 1936 erfolgte. Der Stapellauf der HMS Gurkha fand am 7. Juli 1937 statt. Sie war das dritte nach dem nepalesischen Volksstamm der Gurkha benannte Schiff der Royal Navy nach einem Torpedoboot und einem Zerstörer der ersten Tribalklasse, der abweichend HMS Ghurka geschrieben wurde. Am 21. Oktober 1938 wurde die HMS Gurkha als Teil der „1st. Tribal destroyer flotilla“, der späteren 4. Zerstörer-Flottille, in Dienst gestellt. Im November 1938 verlegte der Zerstörer nach der Absolvierung aller Tests und Komplettierung der Ausrüstung zu seiner Einheit bei der Mittelmeerflotte nach Malta.

### Einsatzgeschichte
Bis zum Ausbruch des Zweiten Weltkriegs absolvierte das Schiff Übungsfahrten und Hafenbesuche im Mittelmeer. Durch eine Kollision mit der Sikh fiel sie im März/April 1938 fast sieben Wochen aus.

Im September 1939 übernahm sie mit den Schwesterschiffen Sikh, Mohawk und Afridi die Überwachung der Aktivitäten der italienischen Marine im Roten Meer. Im Oktober wurde die Gurkha mit der 4. Zerstörerflottille zur Home Fleet zurückbeordert, fiel allerdings von Ende November 1939 bis Anfang Februar 1940 wegen für die Klasse typischer Schäden an den Turbinenblättern und in der Speisewasserversorgung aus.

Wieder im Dienst der Home Fleet versenkte sie am 23. Februar 1940 das deutsche U-Boot U 53 westlich der Orkneyinseln auf der Position ♁60° 32′ N, 6° 14′ W durch Wasserbomben.

Am 8. April gingen aus Rosyth vier Kreuzer des 1. Kreuzergeschwaders nach Ausladung bereits eingeschiffter Truppen begleitet von der Gurkha und den Schwesterschiffen Afridi, Sikh, Mohawk, Zulu und Cossack zur Abwehr des deutschen Angriffs auf Norwegen in See.

### Das Ende derGurkha
Am 9. April 1940 bildeten die Briten einen Angriffsverband gegen Bergen mit den Kreuzern Manchester, Southampton, Sheffield und Glasgow und den Zerstörern Afridi, Gurkha, Sikh, Mohawk, Somali, Matabele und Mashona sowie dem dazustoßenden Kreuzer Aurora. Der Verband fiel etwas auseinander, da die Zerstörer bei den herrschenden Wetterbedingungen der Geschwindigkeit der Kreuzer nicht folgen konnten. Die Luftwaffe griff diesen Angriffsverband und den Hauptverband der Home Fleet mit Ju-88- und He-111-Bombern der Kampfgeschwader 30 bzw. 26 an. Beim Versuch, ein besseres Schussfeld zu schaffen, verließ die Gurkha den Schutz der Flottille und wurde schon früh schwer getroffen. Ihr Ausfall wurde erst bemerkt, als der Angriff auf Bergen abgebrochen wurde.

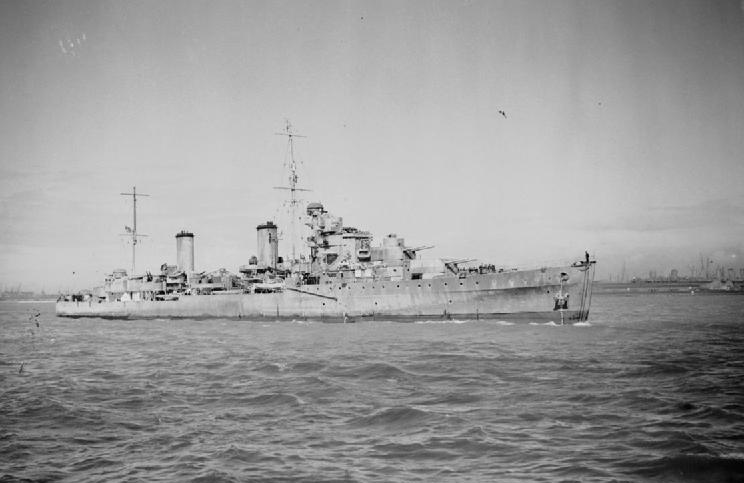
Die Aurora, 1942

Der Kreuzer Aurora hatte als einziger die Notrufe der Gurkha gehört, erreichte den sinkenden Zerstörer vor seinem Untergang und übernahm mit seinen Booten den größten Teil der Besatzung. Dazu konnten etliche Schiffbrüchige noch aus dem Meer geborgen werden, so dass insgesamt 194 Mann von der Aurora gerettet wurden. Die Gurkha sank am Abend des 9. April 1940 südwestlich von Bergen auf der Position 59° 13′ 0″ N, 4° 0′ 0″ O.
Sie war der erste britische Zerstörer, der durch einen Luftangriff versenkt wurde. Ihre Besatzung wurde bis auf 16 Mann gerettet, da die die Untergangsstelle absuchende Mashona auch noch fünf Schiffbrüchige bergen konnte.